# Szamra (Syria)
Szamra – miejscowość w Syrii, w muhafazie Ar-Rakka, w dystrykcie Ar-Rakka. W 2004 roku liczyła 6147 mieszkańców.